# Houdain-Les-Bavay Communal Cemetery
Houdain-Les-Bavay Communal Cemetery is een Britse militaire begraafplaats gelegen in de Franse plaats Houdain-Les-Bavay (Noorderdepartement). De begraafplaats wordt onderhouden door de Commonwealth War Graves Commission.
De begraafplaats telt een Brits graf uit de Eerste Wereldoorlog.